# Камышево (Крым)
Камышево (до 1948 года Камы́ш-Кора́; укр. Комишеве, крымскотат. Qamış Qora, Къамыш Къора) — упразднённый населённый пункт в Симферопольском районе Крыма, включённый в состав села Доброго.

## История
Впервые в исторических документах селение встречается на карте ЮБК 1924 года. Согласно Списку населённых пунктов Крымской АССР по Всесоюзной переписи 17 декабря 1926 года, в селе Камыш-Кура, Шумхайского сельсовета Симферопольского района, числилось 13 дворов, из них 11 крестьянских, население составляло 53 человека, из них 5 русских и 48 греков.
В 1944 году, после освобождения Крыма от фашистов, согласно постановлению ГКО № 5984сс от 2 июня 1944 года, 27 июня греки Крыма были депортированы в Среднюю Азию и Пермскую область. 12 августа 1944 года было принято постановление № ГОКО-6372с «О переселении колхозников в районы Крыма» и в сентябре 1944 года в район приехали первые новосёлы (214 семей) из Винницкой области, а в начале 1950-х годов последовала вторая волна переселенцев из различных областей Украины. С 25 июня 1946 года Камыш-Кура в составе Крымской области РСФСР. Указом Президиума Верховного Совета РСФСР от 18 мая 1948 года, село Камыш-Кура было переименовано в Камышево. 26 апреля 1954 года Крымская область была передана из состава РСФСР в состав УССР. Решением Крымоблисполкома от 8 сентября 1958 года № 834 Камышево объединено с Добрым (согласно справочнику «Крымская область. Административно-территориальное деление на 1 января 1968 года» — с 1954 по 1968 годы, как Камышовое).